# Chinese Journal of Organic Chemistry
Chinese Journal of Organic Chemistry (abrégé en Chin. J. Org. Chem.) est une revue scientifique mensuelle à comité de lecture qui publie des articles concernant le domaine de la chimie organique.
D'après le Journal Citation Reports, le facteur d'impact de ce journal était de 0,991 en 2014. L'actuel directeur de publication est Chen Qingyun.